# Shapes That Go Together
Shapes That Go Together — сингл новерзького гурту a-ha, випущений 14 березня 1994 року. Пісня «Shapes That Go Together» була обрана офіційним гімном Зимових Паралімпійських ігор 1994 року в Ліллегаммері, Норвегія.
Тільки 2005 року сингл увійшов до компіляційного альбому найкращих пісень The Definitive Singles Collection 1984–2004.

## Музиканти
- Пол Воктор-Савой (Paul Waaktaar-Savoy) (6 вересня 1961) — композитор, гітарист, вокалист.
- Магне Фуругольмен (Magne Furuholmen) (1 листопада 1962) — клавішник, композитор, вокаліст, гітарист.
- Мортен Гаркет (Morten Harket) (14 вересня 1959) — вокаліст.

## Композиції

### CD1
| #  | Назва                                      | Тривалість |
| -- | ------------------------------------------ | ---------- |
| 1. | «Shapes That Go Together»                  | 4:13       |
| 2. | «Cold As Stone (Remix)»                    | 4:32       |
| 3. | «Shapes That Go Together (Instr. Version)» | 4:23       |

### CD2
| #  | Назва                     | Тривалість |
| -- | ------------------------- | ---------- |
| 1. | «Shapes That Go Together» | 4:13       |
| 2. | «Slender Frame (Live)»    | 4:05       |
| 3. | «Touchy! (Live)»          | 6:46       |
| 4. | «Rolling Thunder (Live)»  | 6:13       |

## Позиції в чартах
- #57  Німеччина[1]
- #15  Японія
- #28  Польща
- #27  Велика Британія